# Muriaé
Muriaé (língua puri: Meruim-hu, «rio dos mosquitos»)? é um município brasileiro do estado de Minas Gerais, Região Sudeste do país. Localiza-se na Zona da Mata Mineira.

## História

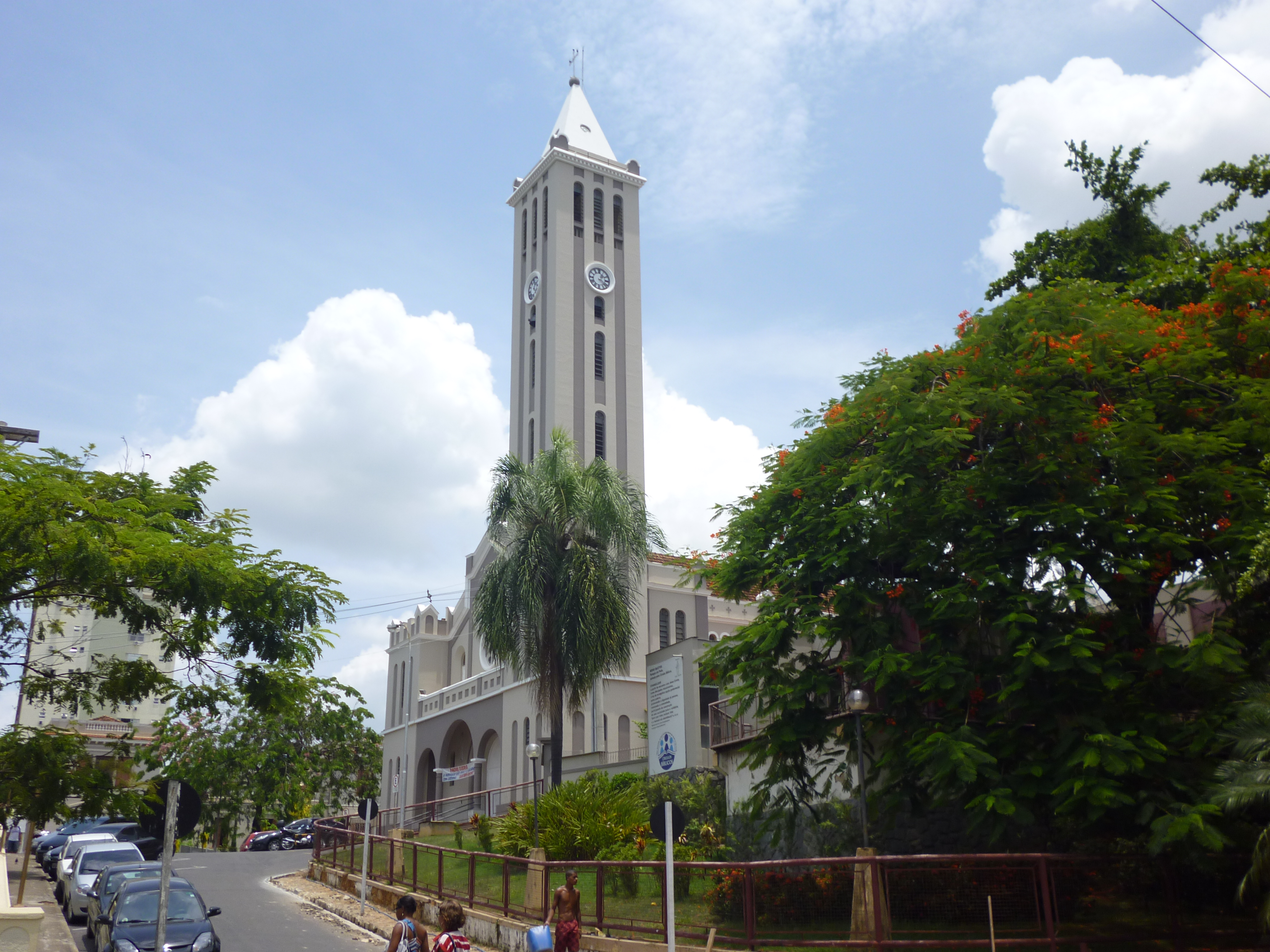
Igreja Matriz de São Paulo

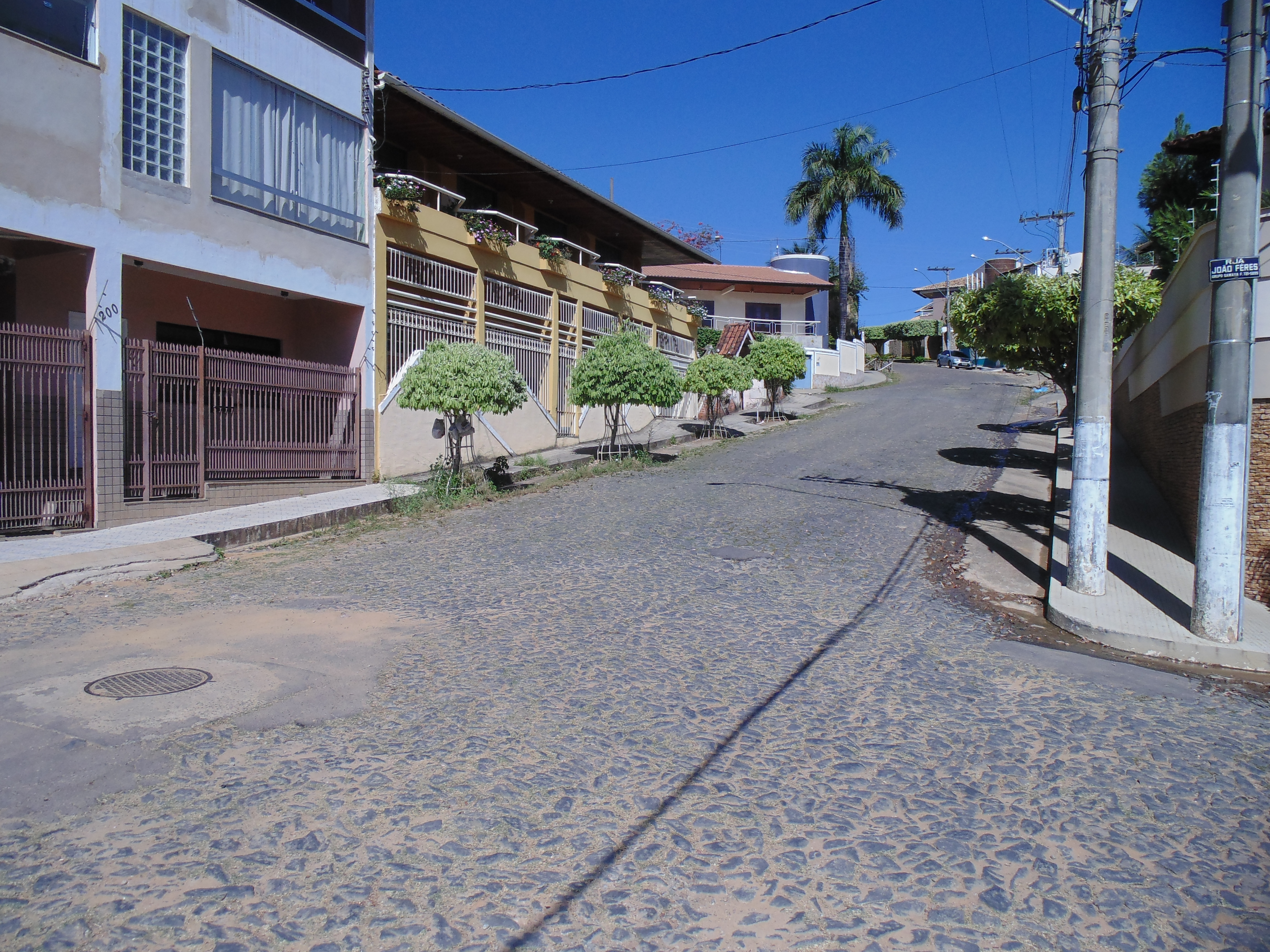
Rua da cidade

Inicialmente habitada pelos índios puris, a região do município de Muriaé teve sua colonização de origem europeia iniciada pelo comércio de brancos com os indígenas. Nas inúmeras versões sobre o surgimento desta nomeação, há sempre uma ligação com os mosquitos que infestavam a região onde surgiria o município. De acordo com os registros históricos, a cidade, no início de seu povoamento, era uma região palustre, que apresentava, até finais do século XIX, altíssima incidência de febre amarela, supondo-se então que as opções etimológicas ligadas ao mosquito sejam as mais plausíveis. Em uma das mais antigas menções ao "Vale do Muriaé", datada de 1785, Couto Reis descreveu a região, realçando-lhe as condições "horrorosas e pestíferas de suas entranhas", cuja colonização só foi possível graças à coragem dos primeiros desbravadores que, "fazendo fogos, descortinando matas e purificando ares, tornaram os sertões menos rigorosos".
Em 1817, Constantino José Pinto, com outros 40 homens, comercializando ervas e produtos medicinais, desceu pelo Rio Pomba e atingiu o Rio Muriaé, onde aportou construindo seu abarracamento junto a uma cachoeira, local hoje conhecido como Largo do Rosário. Ali, foi fundado um aldeamento dos índios, com demarcação das terras destinadas ao plantio para o sustento dos silvícolas. Nascia "São Paulo do Manoel Burgo". Em 1819, o francês Guido Tomás Marlière chegou e ergueu a Capela do Rosário. Começaram a aportar extratores de madeiras de lei e, principalmente, de plantas medicinais, em busca de raízes de ipecacuanha, chamada vulgarmente de poaia. Era o início da atividade econômica do futuro município.
O povoado cresceu rapidamente, a princípio, com uma só rua ao longo do rio - dando origem ao "Porto", à "Barra" e à "Armação", em razão do rio que margeavam - e, depois, disseminando o seu casario em todas as direções. Em 7 de abril de 1841, foi criado o distrito com o nome de São Paulo do Muriahé, pertencendo a São João Batista do Presídio (atual município de Visconde do Rio Branco) e subordinado eclesiasticamente a Santa Rita do Glória (atual município de Miradouro).
Em 16 de maio de 1855, pela Lei 724, com o nome de São Paulo do Muriahé, o distrito foi elevado à categoria de vila, desmembrando-se de São João Batista do Presídio. A vila de São Paulo do Muriahé seria elevada à condição de cidade apenas em de 25 de novembro de 1865, pela Lei 1 257. A denominação Muriaé só viria com a Lei 843, de 7 de setembro de 1923.
Nas últimas décadas do século XIX, Muriaé já era grande produtor de café, condição que manteve até meados do século XX. A monocultura cafeeira foi a primeira grande responsável pelo desenvolvimento econômico do município. O progresso da nova localidade foi constante, principalmente a partir de 1886, data da inauguração da Estação da Estrada de Ferro Leopoldina que ligaria, diariamente, Muriaé à Capital da República (Rio de Janeiro). Os coronéis, proprietários das grandes fazendas produtoras, representavam não só a elite econômica da região, como também sua expressão política, com forte influência em Minas Gerais e no país.
A instalação dos trilhos da Estrada de Ferro Leopoldina introduz grandes mudanças na paisagem social da cidade. Junto ao trem chegam as notícias trazidas pelo telégrafo e correio, atualizando os cidadãos interessados. Surge, a seguir, a imprensa local, com "O Muriaé", semanário de 1890, "O Eixo Municipal", de 1891, "O Condor", de 1898 e "O Radical", em 1903, dando início a uma série de outros que se sucederam, criando uma longa tradição jornalística em Muriaé.
A proclamação da República chega até Muriaé, que aprimora suas construções. Ergue-se a Matriz de São Paulo e uma praça com jardim, assim como o belo prédio do Executivo. A cidade é por esse tempo o segundo produtor de café em Minas Gerais. Surgem as máquinas de beneficiamento, a catação do café, o estocamento, o carregamento para os vagões que saem abarrotados, deixando riqueza. Em 1910, foi criado o serviço de força e luz, no ano seguinte o de água e esgoto, e, 1913, o serviço de telefone urbano. O calçamento, o telefone, os bancos fazem parte de uma nova ordem social e política.
A euforia permanece até o crash de 1929, quando se instaura grave crise econômica que afetou profundamente o município, mas a economia voltaria a crescer durante a fase getulista, principalmente após a abertura da estrada Rio-Bahia, inaugurada por Getúlio Vargas em visita à cidade em 1939. O grande fluxo de veículos trazido pela nova rodovia inseriu Muriaé entre as cidades de maior progresso da região. A monocultura cafeeira passou a ceder espaço para outras atividades econômicas. Na década de 1960, a mecânica automotiva começou a atingir grande expressão, graças ao asfaltamento da rodovia Rio-Bahia, e o município passou a ser referência no ramo da retífica de motores.

### Formação administrativa
O município de Muriaé, na data de sua implantação, em 30 de setembro de 1861, possuía quatro distritos: São Paulo do Muriaé (sede); Nossa Senhora da Glória (atual Itamuri, criado em 1843);
Patrocínio do Muriaé, criado em 1840; Conceição dos Tombos de Carangola, criado em 1852. Os distritos de São Francisco do Glória, criado em 1858, e Santa Luzia do Carangola, criado em 1860, passaram a pertencer a Muriaé, mas, não pertenceram a São João Batista do Presídio porque foram incorporados, depois de sua criação, em 16 de maio de 1855.
Muriaé teve outros distritos ao longo de sua história, alguns desmembrados de seu território e outros anexados, por Leis. Assim, em 1864 Muriaé possuía também o distrito de Dores da Vitória. Em 1865, Santo Antônio do Muriaé (atual município de Miraí) foi desmembrado do município de Leopoldina e anexado a Muriaé. Nesse mesmo ano, foi criado o distrito de São Francisco de Paula de Boa Família. Nos anos posteriores, foram criados os distritos de Santa Rita do Glória (1868), São Sebastião da Mata (atual município de Eugenópolis) e São Sebastião da Cachoeira Alegre (1870).
Em 1871, Muriaé perde Santo Antonio do Muriaé para o município de Ubá e adquire do município de Leopoldina o distrito de São Francisco da Capivara (atual município de Palma) e, em 1875, o distrito de São Francisco da Capivara passa a pertencer a Cataguases. Em 1876 foi restabelecido o distrito de Santa Rita do Glória e criado o distrito de Rosário de Limeira. Muriaé fica, então, com treze distritos, o maior número já registrado.
Em 1878, o número de distritos caiu para dez. Foram desmembrados Santa Luzia do Carangola, São Francisco do Glória e Conceição dos Tombos de Carangola. Em 1877 foi criado o distrito de Bom Jesus da Cachoeira Alegre. Em 1891 o distrito de São Sebastião da Mata foi emancipado e, em 1923, Muriaé perdeu o distrito de Dores de Vitória para Miraí e ganhou o distrito de Pirapanema (antigo Camargo), desmembrado de Rosário de Limeira. Em 18 de dezembro de 1938, os distritos de Santa Rita do Glória e de Santo Antonio do Glória passaram a formar o novo município do Glória, mais tarde Miradouro. Em 22 de dezembro de 1953, Muriaé perdeu o seu mais antigo distrito, que se transformou no município de Patrocínio do Muriaé. Em 1995, ocorreu a emancipação do distrito de Rosário da Limeira.
Muriaé possuía, em 1865, um território de 3 072 km² e, atualmente, o município tem um território de 1 017 km². A perda de 2 055 km² resultou diretamente na formação de quatro municípios: Carangola, em 1882; Eugenópolis, em 1891; Miradouro, em 1939; Patrocínio do Muriaé em 1954 e Rosário da Limeira.
As leis provinciais que criavam os municípios estabeleciam em seu texto que essas unidades administrativas só se considerariam instaladas após a construção do prédio que abrigasse não somente o governo municipal, mas, também, outras repartições que viessem a funcionar no município representando interesses da Província e do Império. Em face da falta de recursos e de mão de obra locais, a construção desse prédio só se deu a partir de 1859 e se concluiu em fins de 1860. O atraso da instalação do município de Muriaé decorreu da falta de meios para a construção de um edifício que lhe servisse de sede do governo. A execução só se tornou possível depois que o alferes Manoel Fortunato Pinto, próspero comerciante, à frente de um abnegado grupo de companheiros e agricultores, se dispôs a mandar vir de cidades longínquas os mestres de obras e operários, a cuja responsabilidade foi entregue a construção do prédio da municipalidade. Ao término da obra, muitos trabalhadores que nela tomaram parte, sem nenhuma qualificação, tornaram-se carpinteiros e alvanéis, incluindo entre eles escravos e índios. O município lucrou porque tais operários iniciaram, depois, a reforma das antigas e precárias habitações feitas de barro e madeira.

## Geografia
De acordo com a divisão regional vigente desde 2017, instituída pelo IBGE, o município pertence às Regiões Geográficas Intermediária de Juiz de Fora e Imediata de Muriaé. Até então, com a vigência das divisões em microrregiões e mesorregiões, fazia parte da microrregião de Muriaé, que por sua vez estava incluída na mesorregião da Zona da Mata.
O município de Muriaé está totalmente inserido na bacia do rio Paraíba do Sul. Os principais cursos d'água que cortam o município são os rios Muriaé (afluente do rio Paraíba do Sul) e Glória (afluente do Muriaé).
As terras do município apresentam altitudes entre 209 metros na sede e 1 110 metros (Morro do Serrote).

### Clima
O clima é do tipo tropical, quente e úmido no verão, com temperaturas máximas que chegam até 40 °C em alguns pontos. E seco no inverno, com temperaturas máximas que chegam até 25 °C e temperaturas mínimas que chegam até 10 °C. Temperaturas médias anuais entre 25 °C e 30 °C.
Segundo dados do Instituto Nacional de Meteorologia (INMET), referentes ao período de 1961 a julho de 1965, fevereiro de 1976 a junho de 1977, abril de 1983 a janeiro de 1988, 1991 a abril de 2002 e julho a agosto de 2003, a menor temperatura registrada em Muriaé foi de 6,3 °C em 11 de junho de 1985 e 18 de julho de 2000, mas o recorde mínimo absoluto desde 1914 foi de 0 ºC em 19 de julho de 1929. Já a maior temperatura foi de 40 °C em 30 de janeiro de 1988. O maior acumulado de precipitação em 24 horas foi de 163,9 milímetros (mm) em 20 de outubro de 1976. Outros grandes acumulados foram 146,9 mm em 20 de outubro de 1984, 133,6 mm em 27 de novembro de 1992 e 129,8 mm em 4 de janeiro de 1994. Janeiro de 1962, com 578 mm, foi o mês de maior precipitação.
Já segundo dados do INMET coletados na estação meteorológica automática da cidade, instalada em 30 de agosto de 2006, a menor temperatura registrada foi de 8,4 °C em 31 de julho de 2007, e a maior atingiu 41,2 °C em 18 de novembro de 2023, durante uma onda de calor intensa. O maior acumulado de precipitação em 24 horas, por sua vez, foi de 157,6 milímetros (mm) em 2 de janeiro de 2012, registrado pelo INMET e correspondente ao volume registrado das 10 horas da manhã do dia anterior às 10 horas do dia listado. No entanto, da meia-noite às 23h59min de 2 de janeiro de 2012 choveram 210,8 mm no município, segundo o instituto. Esse mesmo mês (janeiro de 2012) encerrou-se com 652 mm.
| Dados climatológicos para Muriaé | Dados climatológicos para Muriaé | Dados climatológicos para Muriaé | Dados climatológicos para Muriaé | Dados climatológicos para Muriaé | Dados climatológicos para Muriaé | Dados climatológicos para Muriaé | Dados climatológicos para Muriaé | Dados climatológicos para Muriaé | Dados climatológicos para Muriaé | Dados climatológicos para Muriaé | Dados climatológicos para Muriaé | Dados climatológicos para Muriaé | Dados climatológicos para Muriaé |
| Mês | Jan                              | Fev                              | Mar                              | Abr                              | Mai                              | Jun                              | Jul                              | Ago                              | Set                              | Out                              | Nov                              | Dez                              | Ano                              |
| --- | -------------------------------- | -------------------------------- | -------------------------------- | -------------------------------- | -------------------------------- | -------------------------------- | -------------------------------- | -------------------------------- | -------------------------------- | -------------------------------- | -------------------------------- | -------------------------------- | -------------------------------- |
| Temperatura máxima recorde (°C) | 40                               | 39,2                             | 39,6                             | 37,3                             | 35,7                             | 34,2                             | 35,7                             | 37,2                             | 37,8                             | 39,8                             | 39,6                             | 39,4                             | 40                               |
| Temperatura máxima média (°C) | 32,6                             | 33,8                             | 32,4                             | 30,8                             | 28,9                             | 27,8                             | 28,1                             | 28,9                             | 28,7                             | 30,6                             | 31                               | 31,8                             | 30,5                             |
| Temperatura média compensada (°C) | 25,3                             | 25,9                             | 25,2                             | 23,9                             | 22                               | 20,1                             | 20,1                             | 20,9                             | 21,8                             | 23,4                             | 23,9                             | 24,8                             | 23,1                             |
| Temperatura mínima média (°C) | 20,7                             | 21                               | 20,5                             | 19,1                             | 17                               | 14,9                             | 14,8                             | 15,4                             | 17                               | 18,4                             | 19,3                             | 20,3                             | 18,2                             |
| Temperatura mínima recorde (°C) | 15,2                             | 16,2                             | 14,2                             | 12,5                             | 10                               | 6,3                              | 6,3                              | 7,3                              | 10,1                             | 12,4                             | 12                               | 15,7                             | 6,3                              |
| Precipitação (mm) | 262,5                            | 156,3                            | 198,5                            | 106,1                            | 50,4                             | 17,1                             | 14,8                             | 25,7                             | 92,7                             | 122,1                            | 243,8                            | 269,6                            | 1 559,6                          |
| Dias com precipitação (≥ 1 mm) | 14                               | 11                               | 11                               | 7                                | 5                                | 3                                | 3                                | 3                                | 8                                | 7                                | 13                               | 16                               | 101                              |
| Umidade relativa compensada (%) | 77,6                             | 75,8                             | 77                               | 76,5                             | 76,4                             | 75,1                             | 74,8                             | 74                               | 77,3                             | 76,6                             | 78,8                             | 79,6                             | 76,6                             |
| Fonte: Instituto Nacional de Meteorologia (INMET) (normal climatológica de 1981-2010; recordes de temperatura: 01/01/1961 a 31/07/1965, 11/02/1976 a 30/06/1977, 01/04/1983 a 31/01/1988, 01/01/1991 a 30/04/2002 e 01/07 a 31/08/2003) |                                  |                                  |                                  |                                  |                                  |                                  |                                  |                                  |                                  |                                  |                                  |                                  |                                  |

## Demografia
Segundo dados do Censo 2022 a população do município naquele ano era de 104 108 habitantes.
O município é o 29° mais populoso do estado e o 3° da Zona da Mata. A cidade é a 22ª maior aglomeração urbana em número de habitantes no estado e também a 3ª da Zona da Mata, depois de Juiz de Fora e Ubá.

## Economia
A região de Muriaé é composta por municípios de infraestrutura e forte crescimento comercial e industrial.
O produto interno bruto do município é de 2.655.056,073 reais (2021) e a renda per capita em 24.137,53 reais.
A maior parte do produto interno bruto do município de Muriaé é relativa ao setor terciário, o qual dota a cidade de uma boa infraestrutura de serviços. O centro comercial de Muriaé é bem desenvolvido.
A indústria também tem papel de destaque, principalmente a indústria da moda, tendo conhecimento que Muriaé é o 4º maior polo têxtil de Minas Gerais- e confecção de artigos do vestuário e acessórios. O polo de moda de Muriaé (composto pelas cidades de Muriaé, Eugenópolis, Laranjal, Patrocínio do Muriaé e Recreio) é composto por 750 empresas formais, que empregam diretamente cerca de 13 000 profissionais, produzindo  2 500 000 peças por mês e movimentando anualmente aproximadamente 230 000 000 de reais. Nos últimos anos, o polo vem se consolidando como importante referência do setor confeccionista brasileiro, investindo em máquinas e equipamentos modernos, no desenvolvimento de produtos, em pesquisa, utilização de tecidos inovadores e, principalmente, em design.
Outras indústrias, como as de produção de alimentos e bebidas e montagem de veículos, completam o parque industrial muriaeense. Na agropecuária, de pequena participação no produto interno bruto, destacam-se a criação de bovinos (principalmente gado de leite), galináceos, suínos e a produção de cana-de-açúcar, arroz e banana.

## Subdivisões
Muriaé conta em 2007 com oito distritos: Muriaé (sede); Belisário; Boa Família; Bom Jesus da Cachoeira; Itamuri; Pirapanema; Vermelho; Macuco. Outras comunidades rurais estão subordinadas a cada distrito.
Dos 127 municípios da Zona da Mata de Minas Gerais, Muriaé está em quinto lugar em extensão territorial, sendo os quatro primeiros: Juiz de Fora (1.424 km²), Mutum (1.248 km²), Manhuaçu (1.143 km²) e Leopoldina (943 km²).

### Distritos
- Belisário
- Boa Família
- Bom Jesus da Cachoeira
- Itamuri
- Macuco
- Pirapanema
- Vermelho

### Vilas e comunidades

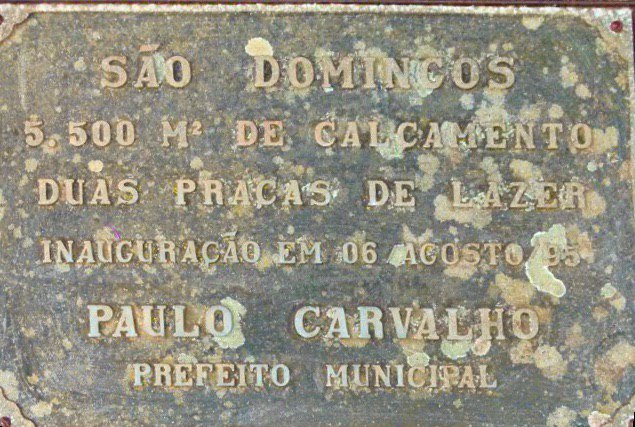
Placa fundacional de São Domingos

- Capetinga
- Usina da Fumaça[26]
- Patrimônio dos Carneiros
- Pedra Alta[27][28]
- Retiro Campo Formoso
- São Domingos[29]
- São Fernando
- São João do Glória[30]
- São Tomé

## Infraestrutura

### Trânsito
Com uma frota de veículos de 43449 veículos e uma média de 1 veículo para cada 2,46 habitantes, Muriaé sofre atualmente com excesso de veículos principalmente no horário de pico, quando algumas ruas e avenidas ficam com um trânsito muito carregado. Obras estão sendo realizadas para redirecionar e reestruturar o trânsito carregado de Muriaé.

### Aeroporto
Aeroporto Cristiano F. Varella, localizado a aproximadamente 2 km do centro da cidade. O aeroporto está passando por obras, para que se realize voos 
comerciais e regionais, as obras são: ampliação e reforma de pistas, implantação de balizamento noturno, construção de terminal de passageiros, de pátio de aeronaves e de seção contra incêndio, compra de Caminhões Contra Incêndio (CCI), de instrumentos de precisão e de equipamentos das salas de controle de voos, entre outras ações. O Departamento de Obras Públicas, vinculado à Secretaria de Transportes e Obras Públicas (Setop), ficará responsável pela contratação dos serviços. Segundo o vice-prefeito João Ciribelli, o Aeroporto Municipal de Muriaé receberá investimentos de cerca de R$ 30 milhões e as obras, que devem começar ainda neste ano, devem ficar prontas até o final de 2014. Com as obras, o Aeroporto poderá operar voos comerciais regulares para Belo Horizonte e outras capitais. A falta de estrutura, até então, limitava o lançamento de rotas pelas companhias aéreas regionais, como é o caso da Trip e Azul.

### Educação

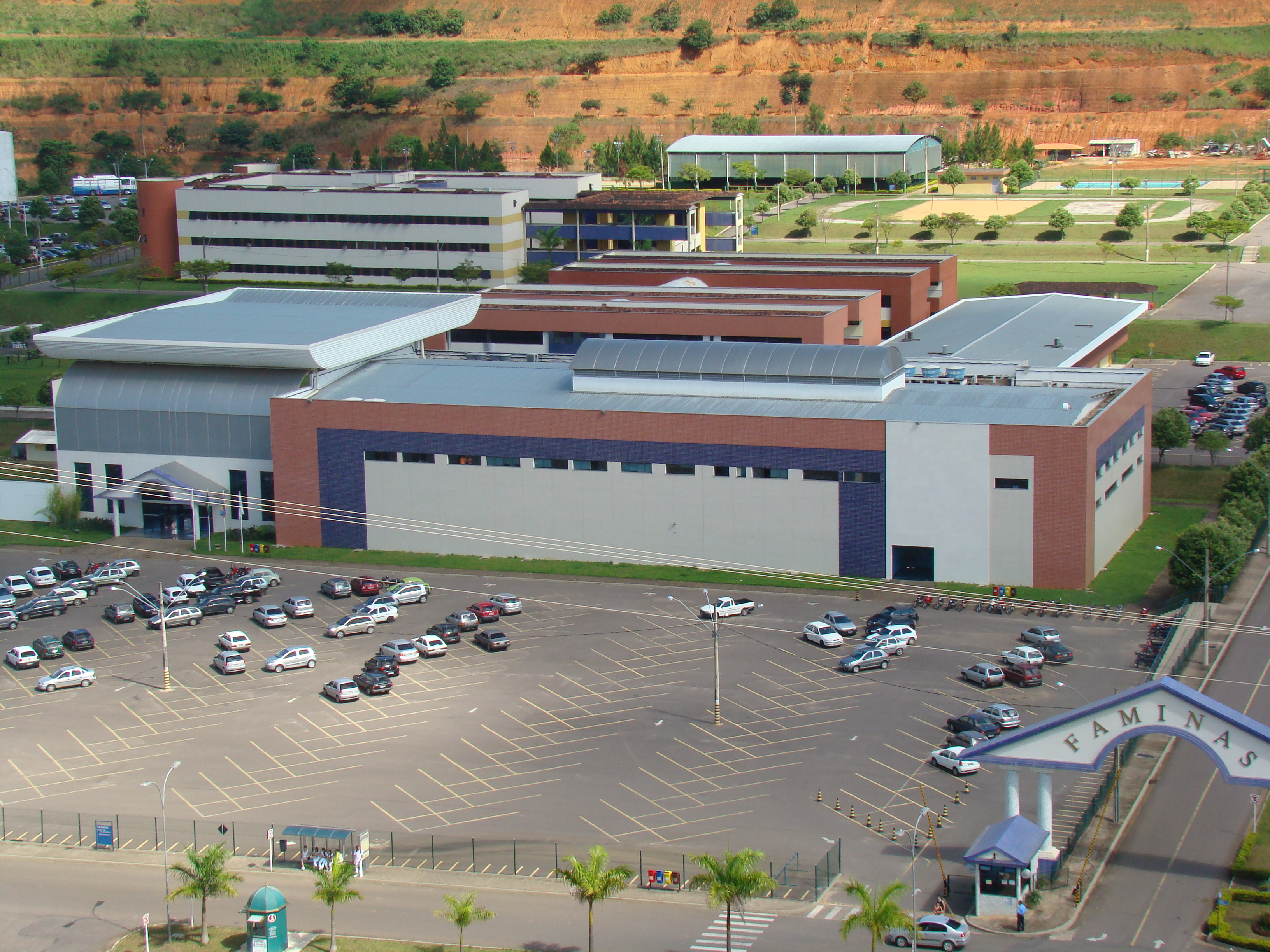
Centro Universitário - UNIFAMINAS

Muriaé conta com as seguintes instituições de ensino superior:
- UNIFRAN - Universidade de Franca
- UNIFAMINAS - Centro Universitário
- FASM- Faculdade de Filosofia, Ciências e Letras Santa Marcelina
- IF Sudeste-MG - Instituto Federal do Sudeste de Minas Gerais - Campus Muriaé
- UNOPAR- Universidade a distância
- UNIP - Universidade Paulista
- Centro de Formação Profissional Cezar Augusto Bianchi Botaro (SENAI/FIEMG)[33]

### Saúde
- Casa de Caridade de Muriaé - Hospital São Paulo
- Fundação Cristiano Varella - Hospital do Câncer de Muriaé
- Casa de Saúde Santa Lúcia de Muriaé
- Prontocor - Hospital do Coração
- SAMU ( Serviço de Atendimento Móvel de Urgência )[34][35]

## Esportes
Um dos times de futebol da cidade é o Nacional Atlético Clube, fundado em 1957. Na década de 1980, o time disputou algumas edições do Campeonato Mineiro da primeira divisão.
O time possuía o estádio Soares de Azevedo, também conhecido "Brasão", que, em 2009, foi demolido e parte do terreno vendido à rede de supermercados Sales. Em 2014 foi inaugurado seu novo estádio com centro de treinamento anexo, construído às margens da BR-356 e também nomeado Estádio Soares de Azevedo. Apelidado "Gigante da 356", o estádio também abriga jogos da Tombense Futebol Clube, sediado na vizinha Tombos.
Outro clube da cidade é o Paulistano Futebol Clube, cujo estádio era localizado onde hoje existe a Praça do Trabalhador, no bairro da Barra.
Em outros esportes há a no bairro São Pedro o famoso Rodrigão que abriga jogos de futsal de campeonatos amadores da região e de jogos escolares, no mesmo local está sendo reformado o campo Robertão.

## Cultura
A cidade de Muriaé foi a única cidade brasileira eleita para a lista de cidades piloto do programa Agenda 21 da cultura, desenvolvida pelo Fórum Universal das Culturas para o biênio 2017-2019.